# Blacus haeselbarthi
Blacus haeselbarthi är en stekelart som beskrevs av Van Achterberg 1976. Blacus haeselbarthi ingår i släktet Blacus, och familjen bracksteklar. Inga underarter finns listade.